# Ceralith
Ceralith bezeichnet einen Baustoff, welcher aus Roggenschrot, Roggenkleie, Molke und zwei mineralischen Komponenten (Kalkhydrat, Wasserglas) besteht. Ceralith ist ein Dämmstoff, der sich zum Schütten und Einblasen eignet. Es ist diffusionsoffen und soll resistent gegen Nager, Schimmelpilz und Insekten sein, hat aber in Einzelfällen auch zu Problemen geführt, wenn Feuchtigkeit in die Dämmung eingetreten ist.
Ceralith sowie dessen Herstellungstechnologie wurden durch das Institut für Getreideverarbeitung (IGV) entwickelt.